# Oltar iz Beauna
Oltar iz Beauna (ali Poslednja sodba) je velik poliptih iz let 1445–1450, ki je služil kot oltarni nastavek  in je delo staronizozemskega slikarja Rogierja van der Weydna, naslikan v olju na hrastove table z deli, kasneje prenesenimi na platno. Sestavljen je iz petnajstih slik na devetih tablah, od tega šest na obeh straneh. Precej izjemno za dela iz tega časa je, da je ohranilo nekaj svojih izvornih okvirjev.
Šest zunanjih tabel ima tečaje za zlaganje; ko je oltar zaprt so vidne table s svetnikoma, Oznanjenjem in donatorjema. Notranje table pa vsebujejo prizore iz Poslednje sodbe, ki so razporejeni v dveh registrih. Velika osrednja tabla obsega oba registra in prikazuje Kristusa, ki je sedil na mavrici, medtem ko nadangel Mihael drži tehtnico za tehtanje duš. Spodnji registrski paneli tvorijo neprekinjeno pokrajino, pri čemer tabla na skrajni desni prikazuje vrata Nebes, medtem ko je vhod v Pekel skrajno desno. Med tema skrajnima točkama so prikazani mrtvi, kako vstajajo iz svojih grobov in se po Kristusovi sodbi od osrednje table pomikajo do svojega končnega cilja: pekla ali nebes.
Oltarno tablo sta leta 1443 za hospic v Beaunu (Hôtel-Dieu de Beaune) na vzhodu Francije naročila Nicolas Rolin, kancler vojvodine Burgundije in njegova žena Guigone de Salins, ki je pokopana pred prvotno lokacijo oltarne slike. Je v slabem stanju; v 20. stoletju so jo premaknili, da bi jo zaščitili pred sončno svetlobo in pred skoraj 300.000 obiskovalci, ki jih hospic letno sprejme. Trpela je zaradi velike izgube barve, obrabe in zatemnitve barv ter kopičenja umazanije. Poleg tega je bila med obnovo nanesena težka plast preveč barve. Dve pobarvani strani zunanjih tabel sta ločeni za prikaz; tradicionalno bi bil oltar odprt le ob izbranih nedeljah ali cerkvenih praznikih.

## Naročilo in hospic
Nicolasa Rolina je leta 1422 za burgundskega kanclerja imenoval Filip Dobri, in je položaj opravljal naslednjih 33 let. Zaradi njegovega mandata pri vojvodi je postal premožen človek in je velik del svojega premoženja podaril za ustanovitev Hôtel-Dieu v Beaunu. Ni znano, zakaj se je odločil graditi v Beaunu in ne v svojem rojstnem kraju Autunu. Morda je izbral Beaune, ker ni imel bolnišnice in je izbruh kuge med letoma 1438 in 1440 zdesetkal prebivalstvo. Poleg tega je Beaune leta 1435, ko Arraška pogodba ni ustavila dolgoletne sovražnosti med Burgundijo in Francijo, najprej utrpel opustošenje plenilnih écorcheurs, ki so konec 1430-ih in v začetku 1440-ih hodili po podeželju, nato pa lakote, ki je sledila. Hospic je bil zgrajen po tem, ko je Rolin leta 1441 pridobil dovoljenje papeža Evgenija IV. in je bil posvečen 31. decembra 1452. Hkrati je Rolin vzpostavil verski red sœurs hospitalières [fr]. Hospic je posvetil Antonu Velikemu, ki je bil v srednjem veku pogosto povezan z boleznimi in zdravljenjem.
Rolin je v ustanovni listini hospica, podpisani avgusta 1443, izjavil, da »v interesu mojega odrešenja ... v zahvalo za dobrine, ki mi jih je Gospod, vir vsega bogastva, odslej in za vedno naložil, ustanovil sem bolnišnico«. V poznih 1450-ih, le nekaj let preden je umrl, je v bolniški listini dodal določbo, ki določa, da se maša za mrtve obhaja dvakrat na dan. Rolinova žena Guigone de Salins je igrala glavno vlogo v fundaciji, prav tako verjetno njegov nečak Jan Rolin. De Salins je živela in služila v hospicu do svoje smrti leta 1470.
Dokumenti, ki se nanašajo na naročilo oltarne slike, so preživeli, umetnik, mecen, datum dokončanja in kraj postavitve so znani - nenavadno za nizozemsko oltarno sliko. Bila je mišljena kot osrednji del kapele, Rolin pa se je približal Rogierju van der Weydnu okoli leta 1443, ko je bila ustanovljena bolnišnica. Oltarna slika je bila pripravljena do leta 1451, leta posvečenja kapele. Naslikane v bruseljski delavnici van der Weydna - najverjetneje s pomočjo vajencev - so table po dokončanju prepeljali v hospic. Oltarna slika je prvič omenjena v popisu leta 1501, takrat je bila postavljena na veliki oltar.
Poliptih je bil namenjen zagotavljanju tolažbe in opozorilo umirajočim; deloval je kot opomin na njihovo vero in usmerjal njihove zadnje misli k božjemu. To je razvidno iz njegove lege glede na postelje bolnikov. Zdravstvena oskrba je bila v 15. stoletju draga in preprosta; duhovna oskrba bolnikov je bila enako pomembna kot zdravljenje telesnih bolezni. Za tiste, ki so bili preveč bolni, da bi lahko hodili, je Rolin določil, da se 30 postelj postavi pred oči oltarne slike, ki je bila vidna skozi preboden zaslon. Običajno sta bila le dva bolnika na posteljo, kar je bilo razkošje v času, ko je bilo šest do petnajst v veliki postelji pogostejše.
Sv. Boštjan in sv. Anton predstavljata zdravljenje. Oba sta bila povezana z bubonsko kugo in njuna vključitev naj bi umirajočim zagotovila, da bodo delovali kot priprošnjiki pri božjem. Sv. Mihael je v Franciji v 15. stoletju razvil kult in je bil viden kot varuh mrtvih, kar je ključna vloga glede na razširjenost kuge v regiji. V letih 1441–1442 je bil še en hud izbruh, tik preden je Rolin ustanovil bolnišnico. Po besedah umetnostne zgodovinarke Barbare Lane verjetno bolniki ne bodo preživeli bivanja v Beauneu, vendar je upodobitev sv. Mihaela ponudila tolažbo, saj so lahko »gledali njegov lik tik nad oltarjem vsakič, ko je bil ta odprt. Tako kot sveta Anton in Boštjan na zunanji strani poliptiha je nadangel ponudil ... upanje, da bodo premagali svoje telesne bolezni.«

## Opis
Oltarna slika meri 220 × 548 cm in obsega petnajst ločenih slik na devetih tablah, od katerih je šest naslikanih na obeh straneh. Ko je oltar odprt, gledalec vidi celoto dolžino oltarja na notranjih tablah s prikazom Poslednje sodbe. Te dokumentirajo možne duhovne usode gledalcev: da bi lahko dosegli nebesa ali pekel, zveličanje ali prekletstvo; močne alternative, primerne za hospic. Ko so zunanja krila zložena, so vidne zunanje slike (čez dve zgornji in štiri spodnje table). Zunanje table donatorjema služijo kot nagrobni spomenik. Umetnostna zgodovinarka Lynn Jacobs meni, da »dvojna funkcija dela pomeni opis teme Poslednje sodbe glede njene notranjosti«.
Ko je oltar zaprt, poliptih spominja na zgornji del križa. Povišana osrednja tabla je omogočala dodaten prostor za pripovedni prizor, ki prikazuje nebeški pogled, eno samo veliko figuro ali križanje s prostorom, da se križ razteza nad drugimi tablami. Van der Weyden prenaša nebeško kroglo v visoki navpični tabli, medtem ko je zemeljsko potisnjeno na spodnje table in zunanji pogled. Poleg tega oblika T odmeva tipične konfiguracije gotskih cerkva, kjer so se ladje pogosto širile mimo hodnikov v apsido ali kor. Podobe zunanjih tabel so postavljene v zemeljsko kraljestvo z donatorjema in svetniki, poslikani v grizaju, da bi posnemale kiparstvo.  Delo jasno razlikuje med figurami božanskega, zemeljskega in peklenskega kraljestva.

### Notranje table
Tako kot pri Van der Weydnovem Triptih družine Braque se tudi tu ozadje pokrajine in razporeditev figur razteza čez posamezne table spodnjega registra do te mere, da se ločila med tablami prezrejo. Obstajajo primeri figur, naslikanih na dveh sosednjih tablah, medtem ko sta Kristus in sv. Mihael zaprta znotraj ene same osrednje table, s poudarkom na ikonografiji. Nebesna krogla, proti kateri se shrani premik, je dramatično predstavljena z »sijočim zlatim ozadjem, ki se razteza skoraj po celotni širini oltarne slike«.
Spodnji register predstavlja Zemljo in vsebuje vrata v nebesa in pekel. Impozantna figura Kristusa nakazuje, da se bo »vladavina nebes kmalu začela« po celotni tabli.
Predstavitev vstalih mrtvih na petih spodnjih tablah spominja na gotski timpanon, natančneje na stolnico v Autunu. Rolin bi bil seznanjen z vhodi v stolnico v Autunu, kar je lahko vplivalo na njegovo naročanje Poslednje sodbe za hospic. Poleg tega je bil Rolin seznanjen z liturgijo, povezano z mašo za mrtve in bi poznal prizore Poslednje sodbe, povezane z mašo, iz iluminiranih rokopisov iz 15. stoletja, kot je celostranska Poslednja sodba v Horariju Katarine iz Clevesa, ki prikazuje Kristusa v podobnem položaju, ko sedi nad mrtvimi, ko vstajajo iz svojih grobov.

#### Zgornji register
Kristus sedi kot sodnik v zgornjem srednjem delu table. V desni drži lilijo, v levi pa meč in sedi na mavrici, ki se razteza čez dve tabli, stopala pa počivajo na krogli. Njegova desnica je pri blagoslovu dvignjena, leva pa spuščena. Ta poza označuje sodbo; odloča, ali bodo duše poslane v nebesa ali pekel, njegove geste odmevajo smer in položaj tehtnice, ki jo ima nadangel Mihael pod seboj. Njegove dlani so odprte in razkrivajo rane, ki so jih utrpele, ko je bil prikovan na križ, medtem ko je pogledal, kje je vidna poškodba kopja, iz katerega se izliva temno rdeča kri.
Kristusov obraz je enak upodobitvi v Triptihu družine Braque, dokončan le nekaj let kasneje leta 1452.  Kristus, postavljen tako visoko v slikovni prostor in zajema oba registra, orkestrira celotno notranjo tablo. Medtem ko so se prejšnje Sodbe morda zdele kaotične, pa tukaj vnaša občutek reda.
Nadangel Mihael, kot utelešenje in vodnik božje pravičnosti, je postavljen neposredno pod Kristusa, edino sliko, ki doseže nebesa in Zemljo. Nosi nepristranski izraz, ko drži sklop tehtnic za tehtanje duš. Nenavadno za krščansko umetnost prekleti prevladajo nad blaženimi; Michaelova tehtnica ima v vsaki ponvi samo eno dušo, leva posoda pa se konča pod desno. Michael ima v tem obdobju v Poslednji sodbi nenavaden pomen in njegova močna prisotnost poudarja delovanje dela v hospicu in njegovo zaskrbljenost z liturgijo smrti. Stopala so postavljena tako, kot da stopa naprej, se namerava umakniti s platna in gleda naravnost v opazovalca, kar daje iluzijo, da ocenjuje ne samo duše na sliki, temveč tudi gledalca.
- Angeli s simbole pasijona (arma Christi)
- Skupina na Kristusovi levi
- Dva angela nosita steber, ob katerem je bil bičan Kristus

Mihael je bil, tako kot Boštjan in Anton, kužni svetnik in njegova podoba bi bila bolnikom vidna skozi odprtine prebodenega zaslona, ko so ležali v svojih posteljah. Upodobljen je z ikonografskimi elementi, povezanimi s sodbo in oblečen v rdeče ogrinjalo s tkanimi zlatimi nitmi nad svetlečo belo albo je daleč najbolj barvita figura na spodnjih tablah, ki »hipnotično privlači pogled gledalca«. Obkrožen je s štirimi kerubini, ki igrajo na trombe, da kličejo mrtve do končnega cilja. Mihaelova vloga v Poslednji sodbi je poudarjena z uporabo barve van der Weydna: Mihaelova bleščeča bela alba je v nasprotju z rdečimi oblačili kerubinov, postavljenimi proti modrem nebu neposredno pod nebesnimi zlatimi oblaki.
Na obeh zgornjih registrskih krilih je par angelov, ki držijo instrumente pasijona. Sem spadajo sulica, trnova krona in palica z gobo, namočeno v kis. Angeli so oblečeni v belo liturgično oblačilo, vključno z albo in amicom.
Pod Mihaelom se dušijo levo in desno. Rešeni hodijo proti nebeškim vratom, kjer jih pozdravi svetnik; prekleti prispejo do ust pekla in množično padajo v prekletstvo. Duše, uravnotežene na tehtnici, so gole. Blaženi pogled proti Kristusu, pregnan pogled navzdol. Obe skupini sta nagnjeni v smeri Kristusovih rok. Če to okrepimo, napisi okoli skupin glasijo VIRTUTE (Kreposti) in PECCATA (grehi).

#### Spodnji register
Devica Marija, Janez Krstnik, dvanajst apostolov in vrsta dostojanstvenikov so postavljeni v Deesis, na obeh straneh Mihaela. Apostoli sedijo v polkrogu; sveti Peter je oblečen v rdeče na skrajni levi, sveti Pavel pa v zeleno, na skrajni desni. Sedem uglednih dostojanstvenikov, oblečenih v sodobna oblačila, niso identificirani, med njimi pa so kralj, papež, škof, menih in tri ženske. Shirley Blum pravi, da so namesto splošnih reprezentativnih tipov portreti določenih neznanih posameznikov.
Mrtvi vstajajo iz svojih grobov okrog Mihaelovih nog; nekateri se pojavijo, da hodijo proti Nebu, drugi proti Peklu. V primerjavi s svetniki so v močno zmanjšanem merilu. Lorne Campbell ugotavlja, da table kažejo na globoko pesimističen pogled na človeštvo, pri čemer je prekletih veliko več od rešenih , še posebej v primerjavi s tablo v Kölnu Stefana Lochnerja, kjer je rešena množica okoli vrat v nebes.
Duše se postopoma preoblikujejo, ko se premikajo od table do table. Tisti, ki se dvigujejo iz grobov pred Mihaelovimi nogami, kažejo malo izraza, vendar postanejo bolj animirani, ko se premaknejo na katero koli stran; groza in obup postaneta še posebej vidna na obrazih prekletih, ko se premikajo proti Peklu.
Na levi imajo rešeni po besedah Jacobsa »enake blažene izraze«, vendar se njihovi položaji postopoma spreminjajo od soočenja s Kristusom in Mihaelom do pogleda proti nebeškim vratom, predvsem pri paru pod Marijo, kjer moški obrne pogled ženske stran od Mihaela in proti nebu. To je v nasprotju z drugim parom na nasprotni tabli, ki se sooča s peklom; ženska je pogrbljena, ko moški zaman dvigne roko in prosi Boga za usmiljenje.
Nebesa predstavlja vhod v Nebeško mesto, ki je v sodobnem gotskem slogu osvetljeno z dolgimi, tankimi žarki svetlobe. Rešeni pristop stisne roke v molitvi, na vhodu jih pozdravi angel.  Skozi nebeška vrata naenkrat preide le nekaj duš. Podobe cerkve kot zemeljske predstavitve Nebes so v 13. stoletju popularizirali teologi, kot je Durandus;  vrata v nebesa v tem delu spominjajo na vhod v beaunski hospic. Pot v nebesa je jasno prikazana kot pozlačena cerkev - rešeni se povzpnejo na vrsto stopnic, zavijejo desno in izginejo izpred oči. Popolnoma je zaprt v eno samo tablo, medtem ko se Pekel razteza na sosednjo tablo, kar morda namiguje, da greh onesnažuje vse okoli njega.
Van der Weyden prikazuje Pekel kot turoben, natrpan kraj bližnjih in oddaljenih požarov ter strme skalne stene. Prekleti se nemočno valijo vanjo, kričijo in jokajo. Grešniki v pekel vstopijo z večinoma sklonjenimi glavami in se med seboj vlečejo. Tradicionalno bi slika Poslednja sodba upodabljala preklete, ki jih mučijo zlonamerni duhovi; tu pa duše ostanejo same, kar je edini dokaz njihove muke v njihovih izrazih.
Peklenska pokrajina je naslikana tako, da vzbuja grozo, vendar brez hudičev. Erwin Panofsky je prvi omenil to odsotnost in predlagal, da se je van der Weyden odločil, da bo muke prenašal navznoter, ne pa z natančnimi opisi hudičev in vragov. Zapisal je: »Usoda vsakega človeškega bitja ... neizogibno izhaja iz njegove preteklosti in odsotnost kakršnega koli zunanjega podpihovalca zla nas zaveda, da glavno mučenje Prekletih ni toliko fizična bolečina kot trajna in nevzdržna izostrena zavest o svojem stanju«. Po besedah Bernharda Ridderbosa je van der Weyden temo poudaril tako, da je »omejeval število mrtvih in z njimi ravnal skorajda kot s posameznikom. Ko se prekleti približujejo peklenskemu breznu, so vedno bolj stisnjeni«.

### Zunanje table
Šest zunanjih tabel je sestavljeno iz dveh donatorskih kril, dveh, ki vsebujejo svetnike, in dveh tabel z Gabrijelom, ki se predstavlja Mariji. Donatorja sta na zunanjih krilih in klečita pred svojimi molitveniki. Štirje imitacijski kipi v sivi barvi sestavljajo notranje table. Spodnja dva upodabljata sv. Boštjana in sv. Antona. Boštjan je bil zavetnik kužnih in zagovornik epidemij, Anton zavetnik kožnih bolezni in ergotizma, ki je bil takrat znan kot ogenj sv. Antona. Svetnika sta bila tesno povezana z burgundskim dvorom: Filip Dobri se je rodil na dan svetega Antona, imel je nezakonskega sina Antona, dva Rolinova sinova sta Antona. Sveti Boštjan je bil zavetnik viteškega reda zlatega runa Filipa Dobrega.
Dve majhni zgornji tabli kažeta običajno konvencijo Oznanjenja z običajnim golobom, ki predstavlja Svetega Duha. Oba sklopa tabel, za razliko od notranjih, sta kompozicijsko zelo različna. Figure zasedajo izrazito ločene niše, barvne sheme svetnikov so grizaj, donatorja pa močno kontrastirata.
Tako kot mnogi poliptihi sredi 15. stoletja se tudi zunanje table močno zgledujejo pri Gentskem oltarju, dokončanem leta 1432. Iz tega dela je izposojena tudi uporaba grizaja, kot tudi obravnava Oznanjenja. Van der Weyden v zunanjosti Beauneja uporablja ikonografijo, ki je ni mogoče najti v njegovih drugih delih, kar kaže na to, da je Rolin morda prosil, naj oltarna slika sledi zgledu Van Eycka. Van der Weyden pa ni bil nagnjen zgolj k posnemanju, table in figure  je razporedil v zgoščeno in kompaktno obliko. Jacobs piše, da »zunanjost predstavlja najbolj dosledno slikovno upodobitev skulpture trompe l'oeil do zdaj«. Zdi se, da sta Gabrielov zvitek in Marijina lilija narejena iz kamna; figure mečejo sence na zadnji del svojih niš, kar ustvarja občutek globine, ki doda iluzijo.
Zunanje table so po besedah Bluma, ki piše, da je na Rolinovi tabli najbolj pisan lik rdeči angel, ki s svojo zlato čelado in ključi 'izstopa kot prikazen'. Rolina in de Salins lahko prepoznamo po grbih, ki jih imajo angeli; mož in žena klečita pred platnenimi poe-dieuxi (prenosnimi oltarji), na katerih so prikazani njuni simboli. Čeprav je bila De Salins na videz pobožna in dobrodelna in morda celo spodbuda za gradnjo hospica, je postavljena na zunanjo stran desno, ki je tradicionalno mišljena kot slabši položaj, ki ustreza Peklu, ki jo povezuje z Evo, izvirnim grehom in Padcem človeka.
Van Eyck je Rolina že prej upodobil v c. 1435 Madona kanclerja Rolina in iz tega dela je prepoznaven zavetnik; na obeh portretih so podobne ustnice, velika brada in nekoliko koničasta ušesa. V portretu van Eycka je Rolin predstavljen kot morda pompozen in aroganten; tu - deset let kasneje - se zdi bolj premišljen in zaskrbljen zaradi ponižnosti. Campbell hudomušno ugotavlja, da je van der Weyden morda lahko prikril grdost in starost donatorja in da je bila nenavadna oblika njegovih ustnic omalovažena. Piše, da je »van Eyck nepristransko zapisoval, van der Weyden vsiljeval stilizirano in zelo osebno vizijo teme«. Upodobitev Van Eycka je bila najverjetneje bolj natančna; van der Weyden ga je okrasil, predvsem s podaljšanjem nosu, povečanjem oči in dvigovanjem obrvi.

## Napisi
Panel vsebuje citate iz latinščine iz več svetopisemskih besedil. Videti so bodisi kot črke, ki so na videz všite v robove oblačil figur (večinoma skrite v gubah) ali neposredno na površini osrednje notranje table. Slednje se pojavijo v štirih primerih; dva para besedila plavata na obeh straneh Kristusa, dva okoli Mihaela. Pod lilijo so v beli barvi Kristusove besede: VENITE BENEDICTI PATRIS MEI POSSIDETE PARATUM VOBIS REGNUM A CONSTITUTIONE MUNDI (Pridite blagoslovljeni mojega očeta, podedujte kraljestvo, pripravljeno za vas od temeljev sveta) . Besedilo pod mečem se glasi: DISCEDITE A ME MALEDICTI IN IGNEM ÆTERNUM QUI PARATUS EST DIABOLO ET ANGELIS EJUS (Odhajajte od mene, prekleti, v večni ogenj, pripravljeni za hudiča in njegove angele').
Napisi sledijo konvenciji iz 14. stoletja, ki prikazuje figure, podobe in motive, povezane s shranjenimi na Kristusovi desni in tistimi na levi. Besede pod lilijo (benedikti) so se brale navzgor proti Nebu, njihove krivulje so se nagibale proti Kristusu. Besedilo na levi (maledicti) teče v nasprotno smer; od najvišje točke navzdol. Napisi na Kristusovi desni so okrašeni v svetlih barvah, kolikor jih je pri reprodukciji običajno težko zaznati. Črke na nasprotnih straneh so obrnjene navzdol in nanesene s črno barvo.

## Stanje
Številne table so v slabem stanju zaradi različnih zatemnitev barv, nakopičene umazanije in slabih odločitev med zgodnjimi restavracijami. Oltarna slika je ostala v kapeli od njene postavitve do francoske revolucije, pred katero je bila desetletja skrita na podstrešju. Ko so jo prinesli ven, so bile gole duše - za katere menijo, da so žaljive - prebarvane z oblačili in ognjem; prestavljena je bila v drugo sobo, obešena je bila tri metre od tal in deli so bili pobeljeni. Leta 1836 jo je Komisija za starine prevzela in začela načrte za obnovo. Štiri desetletja pozneje je bila obnovljena - med letoma 1875 in 1878 - ko so bili odstranjeni številni od teh dodatkov, vendar ne brez večje škode na prvotnem lakiranju, kot je izguba pigmenta na stenskih oblogah na donatorskih tablah, ki sta bila prvotno rdeča in zlata. Na splošno so osrednje notranje table bolje ohranjene kot notranja in zunanja krila. De Salinsina tabla je poškodovana; njene barve so s starostjo potemnele; prvotno je bila niša svetlo modra (danes je svetlo zelena), ščit, ki ga je držal angel, pa je bil pobarvan v modro.
Table so bile bočno razdeljene, tako da sta bili lahko hkrati prikazani obe strani, in številne so bile prenesene na platno.